# Генріх Хорутанський
Генріх Хорутанський (чеськ. Jindřich Korutanský; 1265 — 2 квітня1335) — король Богемії у 1306, 1307–1310 роках (як Генріх I), герцог Каринтії, маркграф Крайни (як Генріх VI), граф Тиролю (як Генріх II) у 1295–1335 роках.

## Життєпис
Походив з Горицької династії. Син Мейнхарда II, графа Тиролю та Гориці, й Елізабети Віттельсбах. Про молоді роки немає відомостей. У 1295 році після смерті батька успадкував Каринтію, Крайну та Тіроль, де володарював спільно з братами Отто та Людвигом. Від назви одного з володінь Каринтії пішло призвісько Генріха — Хорутанський (так чеською звалася Каринтія).
У зовнішній політиці підтримував своїх родичів Габсбургів. У 1298 році брав участь у битві при Геллгеймі, де Альбрехт Габсбург переміг Адольфа Нассау. У 1301 році також сприяв Габсбургу в підкоренні Рудольфа Віттельсбаха, графа Рейнпфальцького.
У 1306 році Генріх оженився на сестрі Вацлава III, короля Богемії, тож став одним з претендентів на трон цієї держави. Натомість Габсбурги також претендували на спадок чеської династії Пржемисловичів. Того ж року під час походу до Польщі Вацлав призначив Генріха Хорутанського регентом королівства. Після загибелі Вацлава III богемська шляхта оголосила Генріха королем, проте з цим не погодився Альбрехт Габсбург, який висунув претендентом на трон свого сина Рудольфа. Армія Габсбургів швидко підійшла до Праги, яку взяла в облогу. В результаті Генріх Хорутанський вимушений був зректися влади.
Втім у 1307 році, після раптової смерті Рудольфа I, Генріх знову стає королем. Місцева знать та шляхта не бажали більше представників Габсбургів на троні Богемії, розчаровані Рудольфом Габсбургом через його скнарість. Тому спроба Фрідріха Габсбурга претендувати на трон виявилася невдалою. До того ж у 1308 році було вбито Альбрхта Габсбурга. Зрештою Фрідріх, діставши великий викуп, відмовився від королівства.
За правління Генріха владу фактично перехопила знать, а вплив корони підупав. Можновладці почали захоплювати королівські землі, доходи від копалень з Кутної Гори, що зачіпало інтереси німецького бюргерства. Останнє було доволі впливовим у містах Богемії. В результаті до 1310 року авторитет Генріха Хорутанського значно впав. Цим скористався імператор Генріх VII Люксембург, який зумів повалити Генріха й поставити королем свого сина Яна. Останнього підтримав впливовий орден цистерціанців. Втім військовик Генріха — Конраф Ауфенстайн — зі значним найманим військом вдерся до країни та захопив Прагу, яку було сильно пограбовано. Це остаточно відштовхнуло від Хорутанського верстви населення. Водночас на користь династії Люксембургів ефективно діяв Петро Аспельтський, архієпископ Майнцький.
Після цього Генріх спрямував зусилля, щоб зберегти свої родинні землі. З 1310 року він став одноосібним їхнім володарем. Тому Генріх уклав мирну угоду з Габсбургами, натомість передав останнім долину Савіня. Водночас намагався зміцнити свою владу у графстві Тироль, домовившись про купівлю земель єпископства Бамбург у Тироль, втім марно. Але зумів обмежити владу єпископств Тренто та Бріксен.
Разом з тим Генріх продовжував вважати себе королем Богемії. Тому 1314 року брав участь у виборах імператора, яке відбулося в Франкфурті. Він підтримав Фрідриха Красивого, на противагу Люксембургам, яке стали на бік Людвига Віттельсбаха. У 1322 році після битви при Мюльдорфі Генріх Хорутанський сприяв встановленню між Гасбургами та Віттельсбахами миру. За це отримав у 1325 році компенсації за втрату Богемії.
У 1330 році зумів замиритися з Люксембургами, видавши свою доньку за сина Яна Люксембурзького. Водночас Генріх намагався зберегти родинні землі за донькою Маргарет, про що домовився з імператором Людвигом IV. Але останній порушив свою обіцянку того ж року, уклавши договір з Габсбургами щодо розділу володінь Горицької династії. У 1335 році Генріх Хорутанський помер у замку Тироль.

## Родина
1 Дружина — Ганна (1290—1313), донька Вацлава II, короля Богемії
Діти: не було
2 Дружина — Аделаїда (1285—1324), донька Генріха I Вельфа, герцога Брауншвейг-Люнебурзького
Діти:
- Аделаїда (1317—1325)
- Маргарет (1318—1369), графиня Тирольська у 1335—1363 роках

3 Дружина — Беатріс (1310—1331), донька Амадея V, графа Савойського
Діти: не було